# 1884 en science-fiction
| Années de la science-fiction : 1881 - 1882 - 1883 - 1884 - 1885 - 1886 - 1887    |
| Décennies de la science-fiction : 1850 - 1860 - 1870 - 1880 - 1890 - 1900 - 1910 |

L'année 1884 a connu, en matière de science-fiction, les faits suivants. 

## Naissances et décès

### Naissances
- 20 janvier / 1er février : Ievgueni Zamiatine, écrivain russo-soviétique, mort en 1937.
- 20 janvier : Abraham Merritt, écrivain et éditeur américain, mort en 1943.
- 16 août : Hugo Gernsback, écrivain et homme de presse américain, mort en 1967.

## Parutions littéraires

### Romans
- Flatland, d’Edwin Abbott Abbott.